# Krigsseglarnas minnesmärke

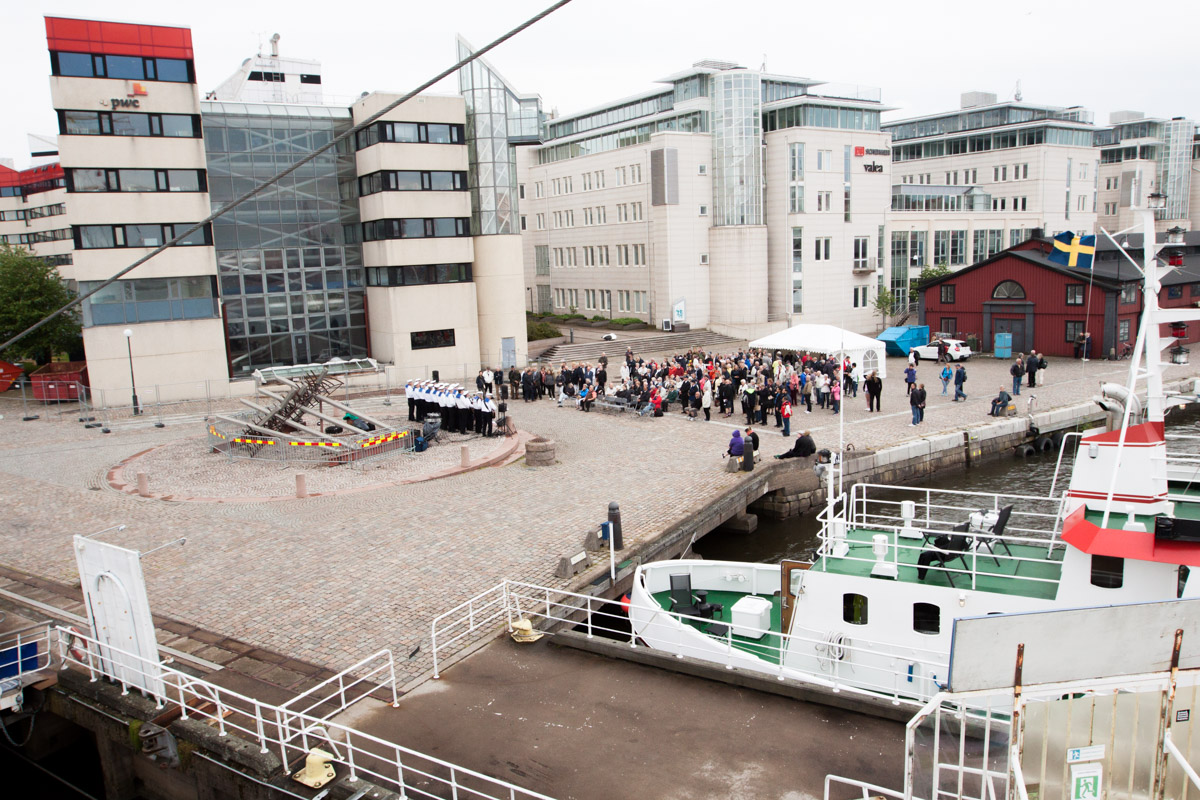
Krigsseglarnas minnesmärke återinvigs på nationaldagen, den 6 juni 2015 i Göteborg.

Krigsseglarnas minnesmärke är en skulptur i järn, betong och trä av Lars Kleen, placerad framför Barken Viking i Göteborg, där det återinvigdes på nationaldagen, den 6 juni 2015. Ursprungligen invigdes minnesmärket den 6 september 1997 i samband med en högtidlig ceremoni på Stenpiren i närvaro av över 800 svenska sjömän som hade seglat under andra världskriget. På grund av bygget av ett resecentrum vid Stenpiren flyttades minnesmärket hösten 2012 och efter en tids magasinering fick det sin nuvarande plats 2015.
Det krigsseglande sjöfolket hade till skillnad från andra svenskar verkligen befunnit sig mitt i kriget. Många hade seglat i de atlantkonvojer som var så viktiga för de allierades försörjning. Man uppskattar att 2 000 svenska sjömän fick betala med sitt liv. Svenska myndigheter hade dåligt visat sin uppskattning, men vid ceremonin 1997 ville man högtidligen erkänna och hedra både de omkomna och de överlevande sjömännen.
På en granitplatta vid skulpturen står texten:
| ” | Sverige tackar sitt sjöfolk för dess insats under ofärdsåren 1939 – 1945 Havet är stort, evigt och stort – Harry Martinson | „ |

Vid återinvigningen den 6 juni 2015 framför Barken Viking fungerade den legendariske sjömansprästen Krister I:son Lundin konferencier och nuvarande sjömansprästen Ib Pihlblad höll ett kort korum. Därefter berättade krigsseglaren Rune Dahlstrand, 97 år (2015) om de 5 år han arbetade ombord Gripsholm, som skötte utväxlingar under andra världskriget. Landshövding i Västra Götaland, Lars Bäckström, höll ett inspirerande tal innan Pia Berglund, VD Svensk Sjöfart äntrade scenen och Pia kallade i sin tur upp Jörgen Lorén, vice ordförande Sjöbefälsföreningen och Carl-Johan Hagman, koncernchef Stena Line som talade var för sig. Flottans Mäns Sångkör och Musikgruppen KAL uppträdde under ceremonin. Cirka 300 personer deltog vid återinvigningen.

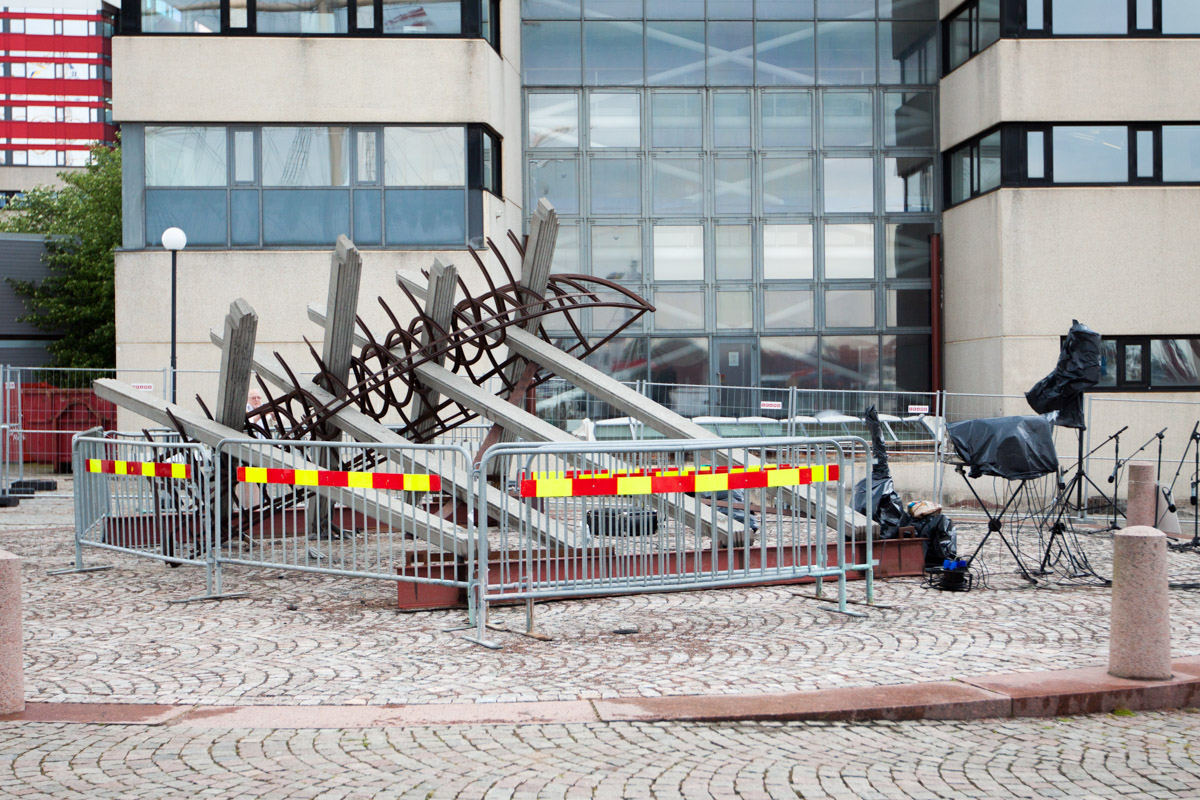
Krigsseglarnas minnesmärke återinvigs på nationaldagen, den 6 juni 2015 i Göteborg.
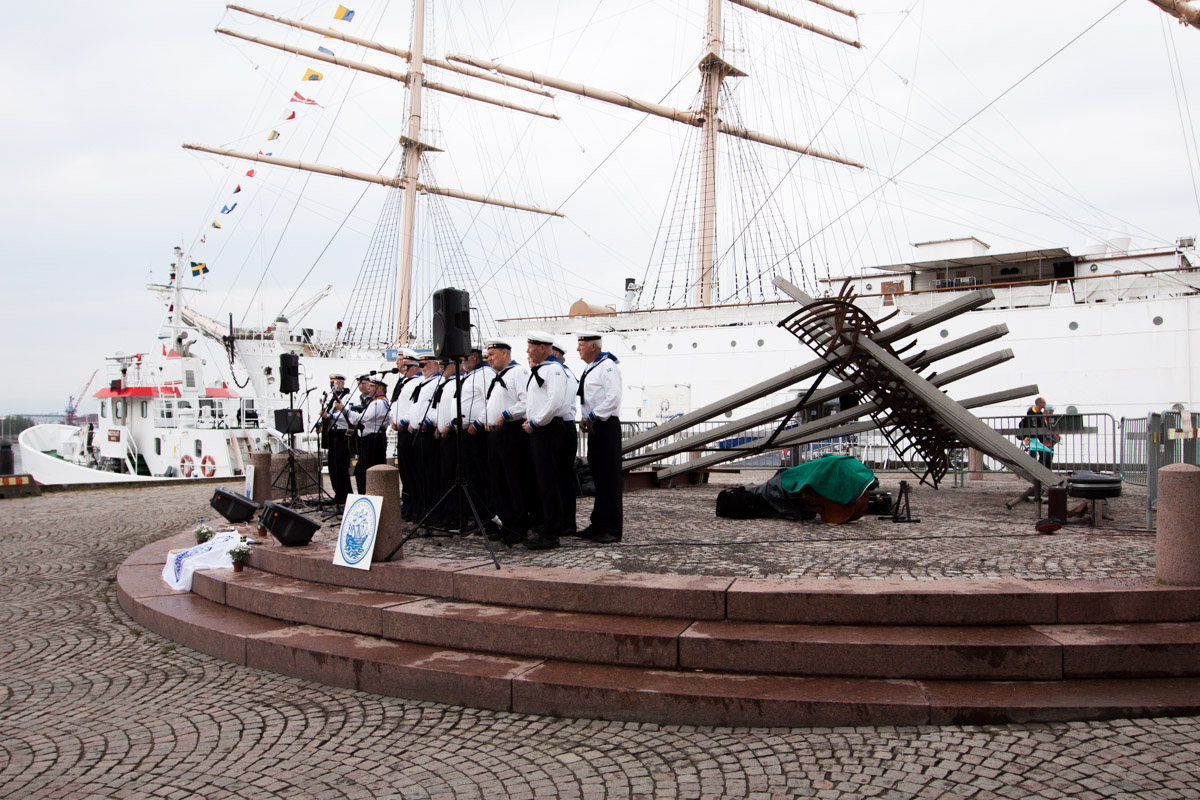
Krigsseglarnas minnesmärke återinvigs på nationaldagen, den 6 juni 2015 i Göteborg.
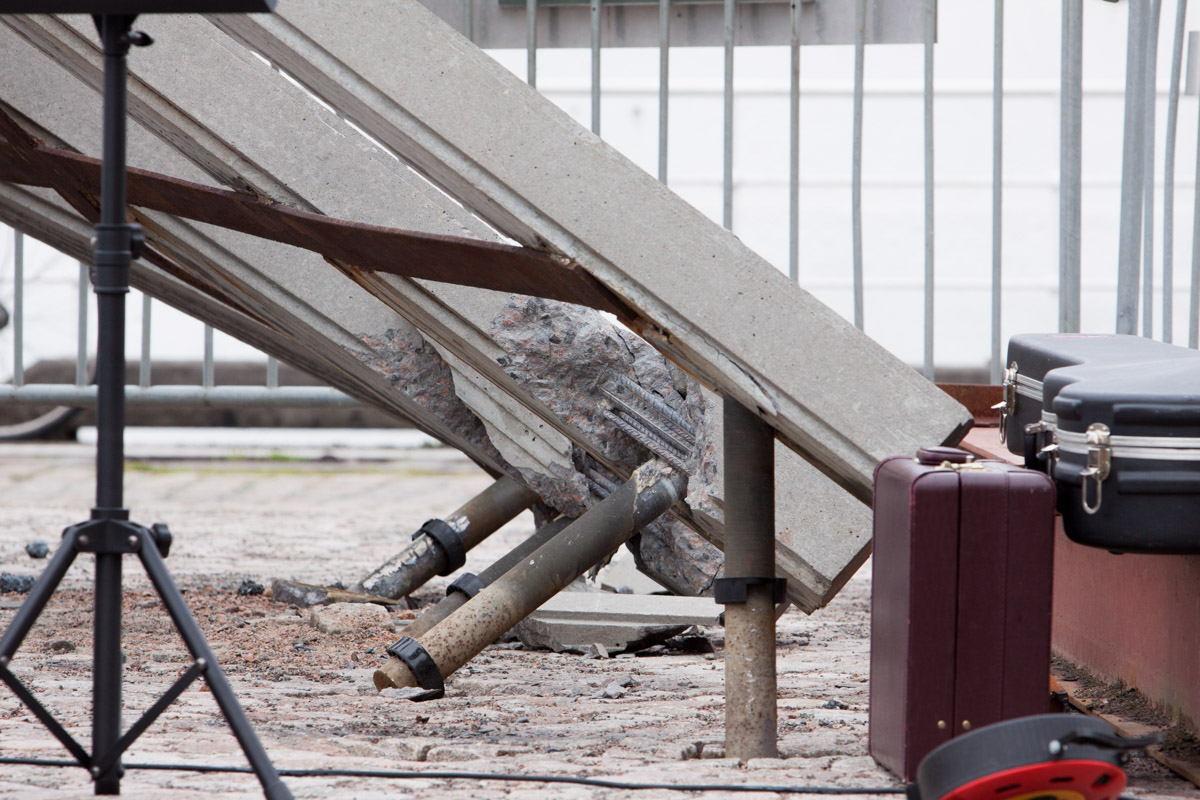
Krigsseglarnas minnesmärke återinvigs, tyvärr skadades det dagen innan när det skulle lyftas på plats.
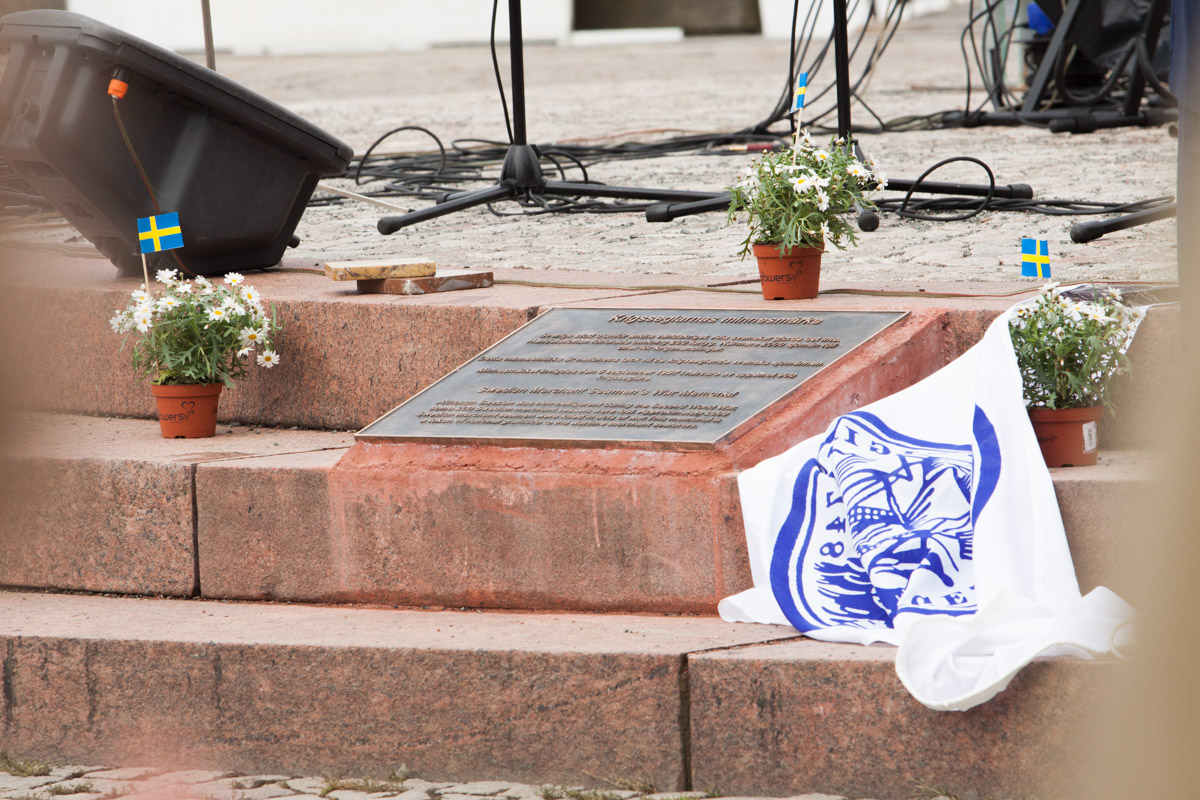
Krigsseglarnas minnesmärke återinvigs på nationaldagen, den 6 juni 2015 i Göteborg.
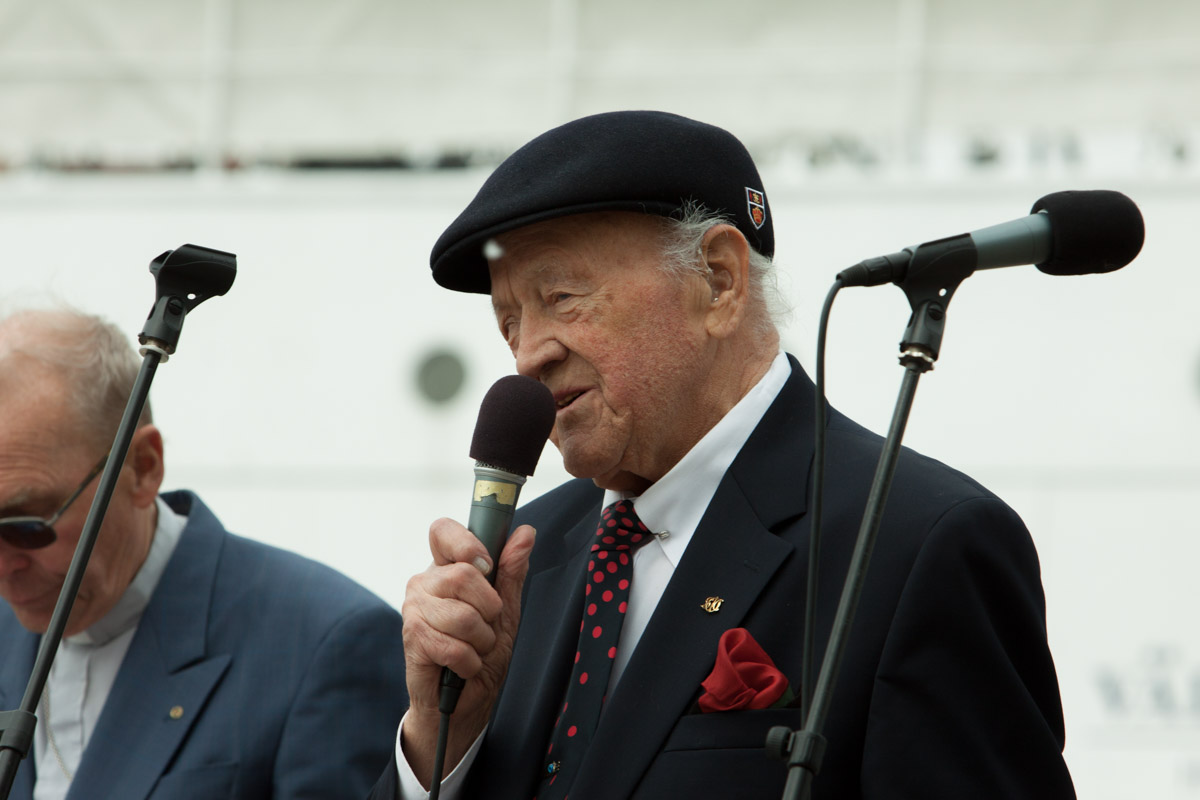
Rune Dahlstrand, 97 år (2015) krigsseglare ombord m/s Gripsholm.
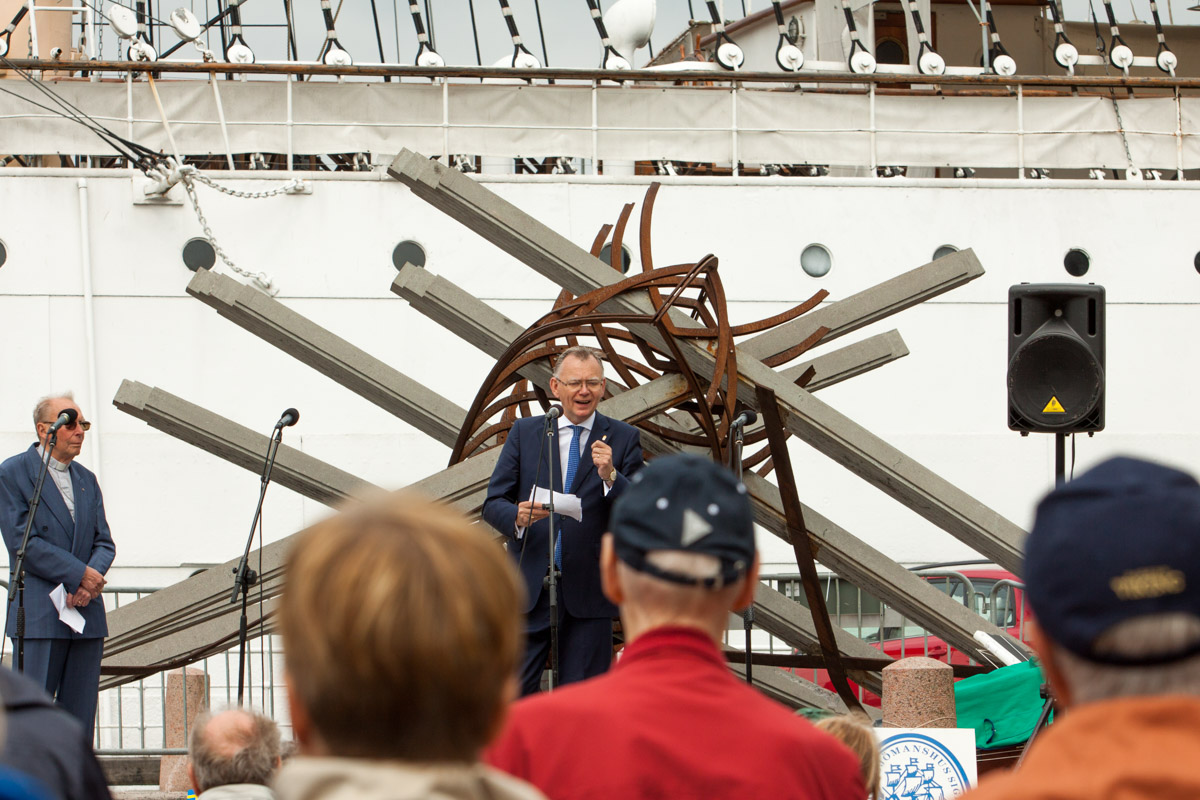
Landshövding Lars Bäckström talar vid återinvigningen av krigsseglarnas minnesmärke.
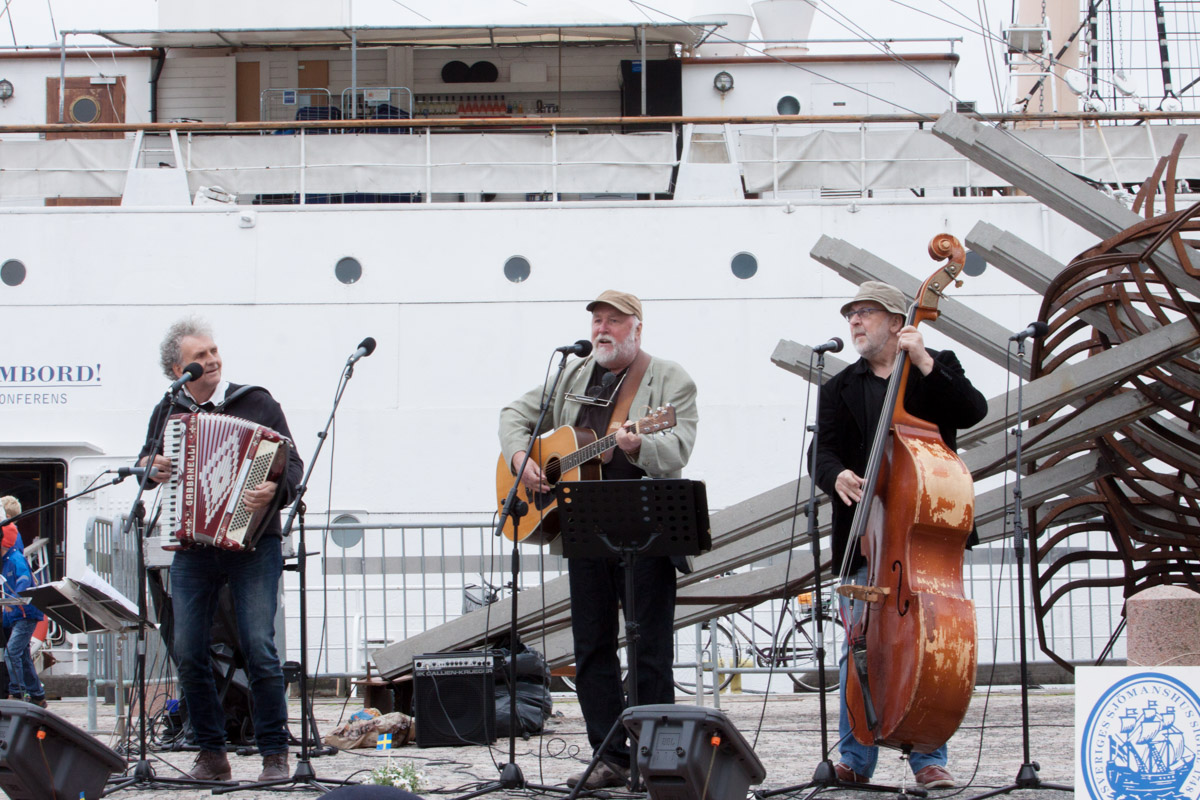
Musikgruppen KAL spelar vid återinvigningen av krigsseglarnas minnesmärke.
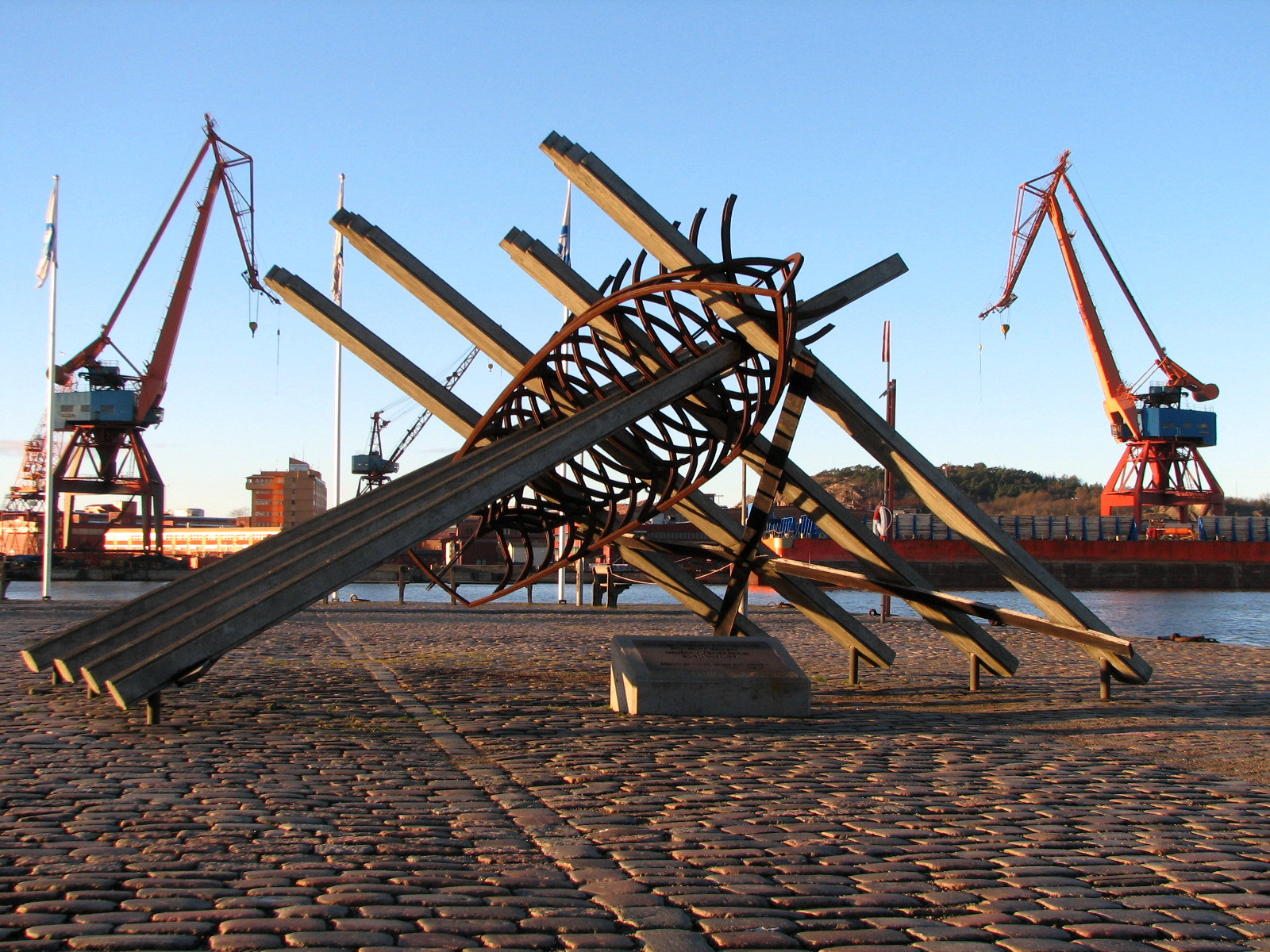
Krigsseglarnas minnesmärke på Stenpiren 1997 till 2012.